# Conty
Conty és un municipi francès situat al departament del Somme i a la regió dels Alts de França. L'any 2007 tenia 1.714 habitants.

## Demografia

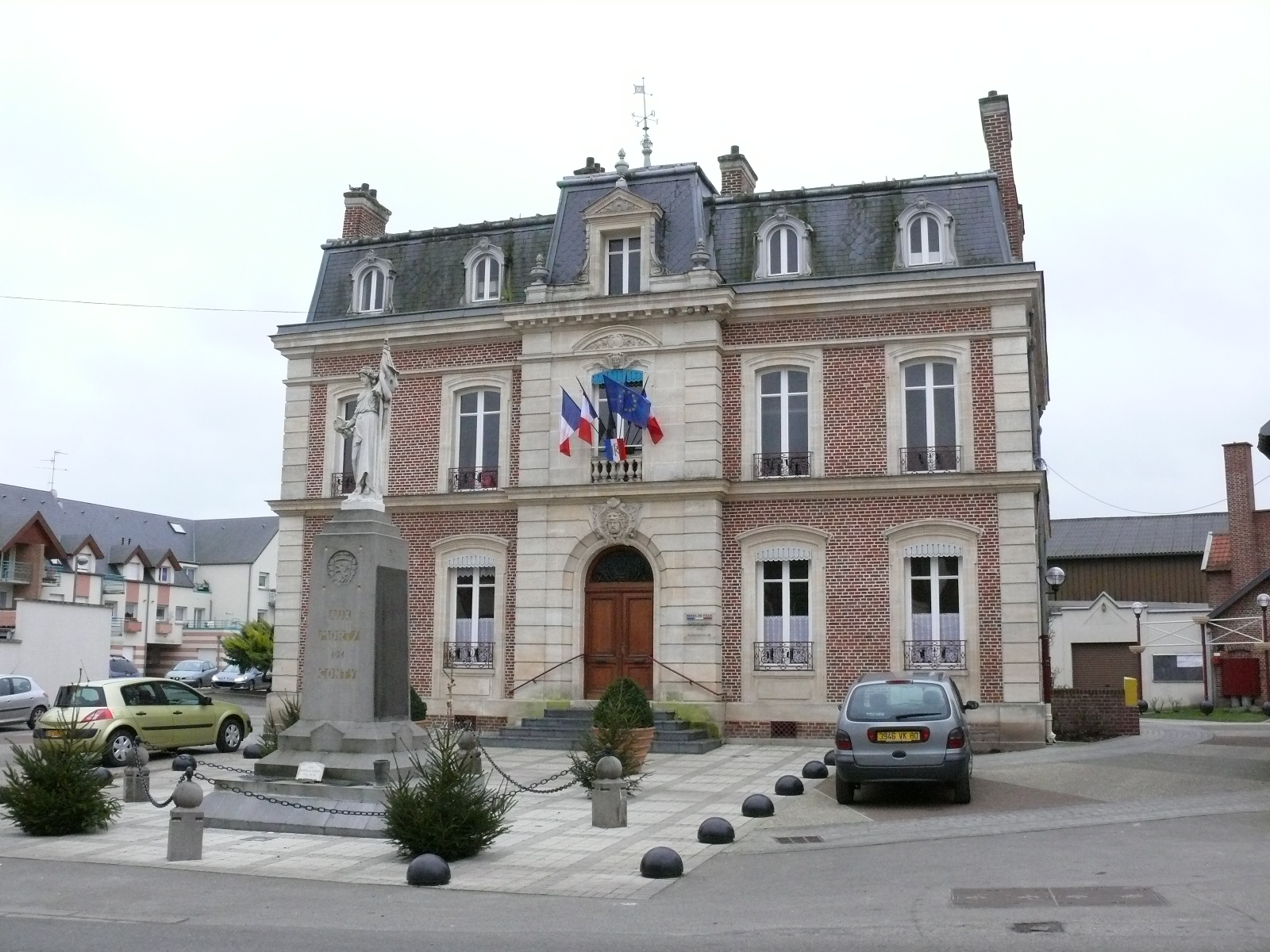
ajuntament

### Població
El 2007 la població de fet de Conty era de 1.714 persones. Hi havia 604 famílies de les quals 152 eren unipersonals (56 homes vivint sols i 96 dones vivint soles), 168 parelles sense fills, 224 parelles amb fills i 60 famílies monoparentals amb fills.
La població ha evolucionat segons el següent gràfic:
Habitants censats

### Habitatges
El 2007 hi havia 675 habitatges, 621 eren l'habitatge principal de la família, 15 eren segones residències i 39 estaven desocupats. 598 eren cases i 72 eren apartaments. Dels 621 habitatges principals, 403 estaven ocupats pels seus propietaris, 200 estaven llogats i ocupats pels llogaters i 18 estaven cedits a títol gratuït; 2 tenien una cambra, 51 en tenien dues, 105 en tenien tres, 155 en tenien quatre i 308 en tenien cinc o més. 334 habitatges disposaven pel capbaix d'una plaça de pàrquing. A 264 habitatges hi havia un automòbil i a 238 n'hi havia dos o més.

### Piràmide de població
La piràmide de població per edats i sexe el 2009 era:
| Homes | Edats   | Dones |
| ----- | ------- | ----- |
| 0     | 95 o +  | 12    |
| 4     | 90 a 94 | 28    |
| 20    | 85 a 89 | 36    |
| 16    | 80 a 84 | 8     |
| 32    | 75 a 79 | 40    |
| 32    | 70 a 74 | 28    |
| 32    | 65 a 69 | 32    |
| 44    | 60 a 64 | 32    |
| 32    | 55 a 59 | 32    |
| 56    | 50 a 54 | 60    |
| 64    | 45 a 49 | 84    |
| 68    | 40 a 44 | 40    |
| 72    | 35 a 39 | 80    |
| 56    | 30 a 34 | 52    |
| 32    | 25 a 29 | 40    |
| 48    | 20 a 24 | 40    |
| 88    | 15 a 19 | 64    |
| 76    | 10 a 14 | 80    |
| 36    | 5 a 9   | 36    |
| 32    | 0 a 4   | 20    |

## Economia
El 2007 la població en edat de treballar era de 1.044 persones, 782 eren actives i 262 eren inactives. De les 782 persones actives 707 estaven ocupades (385 homes i 322 dones) i 75 estaven aturades (34 homes i 41 dones). De les 262 persones inactives 56 estaven jubilades, 106 estaven estudiant i 100 estaven classificades com a «altres inactius».

### Ingressos
El 2009 a Conty hi havia 649 unitats fiscals que integraven 1.671 persones, la mediana anual d'ingressos fiscals per persona era de 15.828 €.

### Activitats econòmiques
Dels 98 establiments que hi havia el 2007, 2 eren d'empreses extractives, 3 d'empreses alimentàries, 1 d'una empresa de fabricació de material elèctric, 1 d'una empresa de fabricació d'elements pel transport, 2 d'empreses de fabricació d'altres productes industrials, 10 d'empreses de construcció, 26 d'empreses de comerç i reparació d'automòbils, 5 d'empreses de transport, 8 d'empreses d'hostatgeria i restauració, 6 d'empreses financeres, 5 d'empreses immobiliàries, 6 d'empreses de serveis, 15 d'entitats de l'administració pública i 8 d'empreses classificades com a «altres activitats de serveis».
Dels 28 establiments de servei als particulars que hi havia el 2009, 1 era una oficina d'administració d'Hisenda pública, 1 gendarmeria, 1 oficina de correu, 3 oficines bancàries, 3 tallers de reparació d'automòbils i de material agrícola, 1 taller d'inspecció tècnica de vehicles, 1 guixaire pintor, 2 fusteries, 2 lampisteries, 4 empreses de construcció, 4 perruqueries, 3 restaurants, 1 agència immobiliària i 1 saló de bellesa.
Dels 14 establiments comercials que hi havia el 2009, 2 eren botigues de més de 120 m², 1 una botiga de més de 120 m², 1 una botiga de menys de 120 m², 2 carnisseries, 1 una peixateria, 1 una botiga de roba, 2 botigues d'electrodomèstics, 1 una botiga de material de revestiment de parets i terra i 3 floristeries.
L'any 2000 a Conty hi havia 13 explotacions agrícoles.

## Equipaments sanitaris i escolars
El 2009 hi havia 1 farmàcia i 1 ambulància.
El 2009 hi havia 2 escoles elementals. Conty disposava d'un col·legi d'educació secundària amb 383 alumnes.

## Poblacions més properes
El següent diagrama mostra les poblacions més properes.